# ريب وليامز
ريب وليامز (بالإنجليزية: Rip Williams) هو لاعب كرة قاعدة أمريكي، ولد في 31 يناير 1882 في قرطاج في الولايات المتحدة، وتوفي في 23 يوليو 1933 في كيوكوك في الولايات المتحدة.

## وصلات خارجية
- ريب وليامز على موقع دوري كرة القاعدة الرئيسي (الإنجليزية)
- ريب وليامز على موقعبيزبول رفرنس.كوم (الدوري الرئيسي) (الإنجليزية)
- ريب وليامز على موقعبيزبول رفرنس.كوم (الدوري الثانوي) (الإنجليزية)